# میریام ۱۰۲
سیارک ۱۰۲ (به انگلیسی: 102 Miriam) صد و دومین سیارک کشف شده‌است که در ۲۲ اوت ۱۸۶۸ کشف شد.
قدر مطلق سیارک برابر ۹٫۲۶ است.